# Brusnica Mala
Brusnica Mala je naselje u općini Bosanski Brod, Republika Srpska, BiH.

## Stanovništvo
Nacionalni sastav stanovništva 1991. godine, bio je sljedeći:
ukupno: 449
- Srbi - 302 (67,26%)
- Hrvati - 50 (11,14%)
- Jugoslaveni - 20 (4,45%)
- Muslimani - 1 (0,22%)
- ostali, neopredijeljeni i nepoznato - 76 (16,93%)